# Таз
Тазът (на латински: pelvis) се намира в основата на гръбначния стълб, като осигурява закрепване на долните крайници към тялото, а също така поддържа и обхваща редица жизненоважни органи. В изграждането на таза влизат две тазови кости, кръстцовата и опашната кост, свързани чрез стави към долните крайници.
В тазовата кухина се поместват някои органи от долната част на корема, пикочният мехур, ректумът, матката и влагалището (при жените), и простатата и семенните мехурчета (при мъжете).
Тазът при жените е по-широк и по-сплеснат, отколкото при мъжете. Тазовата кухина при жените е по-голяма.

## Костна система
1 os ilium – хълбочна кост, състои се от две части – corpus ossis ilii и alae ossis ilii, горния свободен ръб на крилото се нарича crista iliaca, а латералната част на крилото се нарича facies glutea.
2 os pubis – лонна кост, наричана още срамна кост.
3 os ischii – седалищна кост.
4 os sacrum  – изградена е от прешлени и има форма на пирамида, която е обърната с върха надолу.